# .kg
.kg је највиши Интернет домен државних кодова (ccTLD) за Киргистан.